# Ordinariato militar de Filipinas
El ordinariato militar de Filipinas (en latín: Ordinariatus Militaris Philippinensis, en inglés: Military Ordinariate of the Philippines y en tagalo: Ordinaryato Militar ng Pilipinas) es una circunscripción eclesiástica latina de la Iglesia católica en Filipinas, Inmediatamente sujeta a la Santa Sede. El ordinariato militar tiene al obispo Oscar Jaime Llaneta Florencio como su ordinario desde el 2 de marzo de 2019.

## Territorio y organización
El ordinariato militar tiene jurisdicción personal peculiar ordinaria y propia sobre los fieles católicos militares de rito latino, incluso si se hallan fuera de las fronteras del país, pero los fieles continúan siendo feligreses también de la diócesis y parroquia de la que forman parte por razón del domicilio o del rito, pues la jurisdicción es cumulativa con el obispo del lugar. Los cuarteles y los lugares reservados a los militares están sometidos primera y principalmente a la jurisdicción del ordinario militar, y subsidiariamente a la jurisdicción del obispo diocesano cuando falta el ordinario militar o sus capellanes. El ordinariato tiene su propio clero, pero los obispos diocesanos le ceden sacerdotes para llevar adelante la tarea de capellanes militares de forma exclusiva o compartida con las diócesis.
La sede del ordinariato militar se encuentra en el Camp General Emilio Aguinaldo de Ciudad Quezon, en donde se halla la Catedral de San Ignacio de Loyola. La procatedral de San José para la Policía se encuentra en Camp Crame, también en Ciudad Quezon. En la ciudad de Pásay se halla el santuario de Santa Teresa doctora de la Iglesia.
En 2019 en el ordinariato militar existían 75 parroquias.
El ordinariato militar está al servicio de las Fuerzas Armadas de Filipinas, la Policía Nacional Filipina y la Guardia Costera de Filipinas.

## Historia
El vicariato castrense de las Filipinas fue erigido el 8 de diciembre de 1950 por el papa Pío XII mediante el decreto consistorial Ad consulendum. Fue aceptado por el gobierno filipino en un acuerdo diplomático que entró en vigor mediante el intercambio de notas verbales en 1952 entre el secretario de Relaciones Exteriores Jaime Elizalde y el nuncio apostólico en Filipinas, arzobispo Egidio Vagnozzi. Rufino Jiao Santos, entonces obispo auxiliar de Manila, tomó posesión del vicariato y se convirtió en el primer vicario militar en la historia de Filipinas.
El 16 de julio de 1958, con la carta apostólica Quidquid ad dilatandum, el papa Pío XII proclamó a la Santísima Virgen María Inmaculada como patrona principal del vicariato castrense.
Mediante la promulgación de la constitución apostólica Spirituali Militum Curae por el papa Juan Pablo II el 21 de abril de 1986 los vicariatos militares fueron renombrados como ordinariatos militares o castrenses y equiparados jurídicamente a las diócesis. Cada ordinariato militar se rige por un estatuto propio emanado de la Santa Sede y tiene a su frente un obispo ordinario nombrado por el papa teniendo en cuenta los acuerdos con los diversos Estados. 

## Estadísticas
De acuerdo al Anuario Pontificio 2020 el ordinariato militar en 2019 tenía 154 sacerdotes, 9 religiosos y 3 religiosas.
| Año                                                                             | Población            | Población | Población      | Sacerdotes | Sacerdotes    | Sacerdotes    | Bautizados por sacerdote | Diáconos permanentes | Religiosos | Religiosos | Parroquias |
| Año                                                                             | Bautizados católicos | Total     | % de católicos | Total      | Clero secular | Clero regular | Bautizados por sacerdote | Diáconos permanentes | Varones    | Mujeres    | Parroquias |
| ------------------------------------------------------------------------------- | -------------------- | --------- | -------------- | ---------- | ------------- | ------------- | ------------------------ | -------------------- | ---------- | ---------- | ---------- |
| 1999                                                                            |                      |           |                | 64         | 64            |               |                          |                      |            |            | 63         |
| 2000                                                                            |                      |           |                | 83         | 82            | 1             |                          |                      | 1          |            | 61         |
| 2002                                                                            |                      |           |                | 84         | 83            | 1             |                          |                      | 1          |            | 64         |
| 2003                                                                            |                      |           |                | 84         | 83            | 1             |                          |                      | 1          |            | 64         |
| 2004                                                                            |                      |           |                | 99         | 97            | 2             |                          |                      | 2          | 5          | 65         |
| 2013                                                                            |                      |           |                | 130        | 126           | 4             |                          |                      | 4          |            | 65         |
| 2016                                                                            |                      |           |                | 125        | 125           |               |                          | 3                    |            |            | 65         |
| 2019                                                                            |                      |           |                | 154        | 145           | 9             |                          |                      | 9          | 3          | 75         |
| Fuente: Catholic-Hierarchy, que a su vez toma los datos del Anuario Pontificio. |                      |           |                |            |               |               |                          |                      |            |            |            |

## Episcopologio
- Rufino Jiao Santos † (21 de diciembre de 1951-3 de septiembre de 1973 falleció)
- Mariano Gaviola y Garcés † (2 de marzo de 1974-13 de abril de 1981 nombrado obispo de Lipá)
- Pedro de Guzman Magugat, M.S.C. † (9 de diciembre de 1981-22 de abril de 1985 nombrado obispo de Urdaneta)
- Severino Miguel Pelayo † (19 de diciembre de 1985-26 de febrero de 1995 falleció)
- Ramon Cabrera Argüelles (25 de agosto de 1995-14 de mayo de 2004 nombrado obispo de Lipá)
- Leopoldo Sumaylo Tumulak † (15 de enero de 2005-17 de junio de 2017 falleció)
- Oscar Jaime Llaneta Florencio, desde el 2 de marzo de 2019[7]